# Autumn Aurora
Autumn Aurora — второй альбом украинской блэк-метал-группы Drudkh, изданный в 2004 году лейблом Supernal Music.

## История
Лирика Autumn Aurora, как и предыдущего, никогда не издавалась. Два трека Autumn Aurora — «Summoning the Rain» и «Glare of Autumn» — стали синглами.
В 2005 году Faustian Distribution и Northern Heritage Records переиздали альбом на виниле с альтернативной обложкой, а Oriana Records выпустили альбом на кассете. В 2007 году альбом был переиздан на Eisenwald в формате picture LP. На CD альбом был переиздан 9 ноября 2009 года лейблом Season of Mist, обложка этого издания также отличается от оригинальной.

## Список композиций
1. «Fading» — 1:31
2. «Summoning the Rain» — 5:41
3. «Glare of Autumn» — 5:09
4. «Sunwheel» — 8:47
5. «Wind of the Night Forests» — 9:59
6. «The First Snow» — 9:10